# Cathédrale Saint-Fachtna de Rosscarbery
La cathédrale Saint-Fachtna de Rosscarbery est une cathédrale anglicane irlandaise, un des sièges du diocèse de Cork, Cloyne et Ross.
Elle est dédiée à saint Fachtna (en) († ~600), fondateur du monastère de Rosscarbery (Ros Ailithir), connu pour son école d’étude des Écritures. L’église était le siège du diocèse de Ross, créé en 1160 et fusionné avec celui de Cork en 1583.

## Description
Elle est la plus petite cathédrale d’Irlande, et se confond facilement avec une église paroissiale.